# Егошихинское кладбище
Егошихинское кладбище (Ягошихинский некрополь) — второе по времени основания и старейшее из сохранившихся до настоящего времени кладбищ в городе Перми. Оно основано во второй половине XVIII века. Расположено в центре левобережной части города, между речкой Егошихой и её притоком — ручьём Стикс, названным так по названию реки из древнегреческой мифологии. Площадь кладбища — 50 гектаров.

## История
Кладбище было основано по распоряжению пермского и тобольского наместника Евгения Петровича Кашкина. Он издал распоряжение приказу общественного призрения о «построении близ города Перми церкви для погребения умерших», уделив при этом особое внимание дороге на кладбище:

Дорога, идущая к кладбищу… яко необходимейшая по течению жизни человеческой, должна быть сочтена равно яко б лежащая среди города улица.

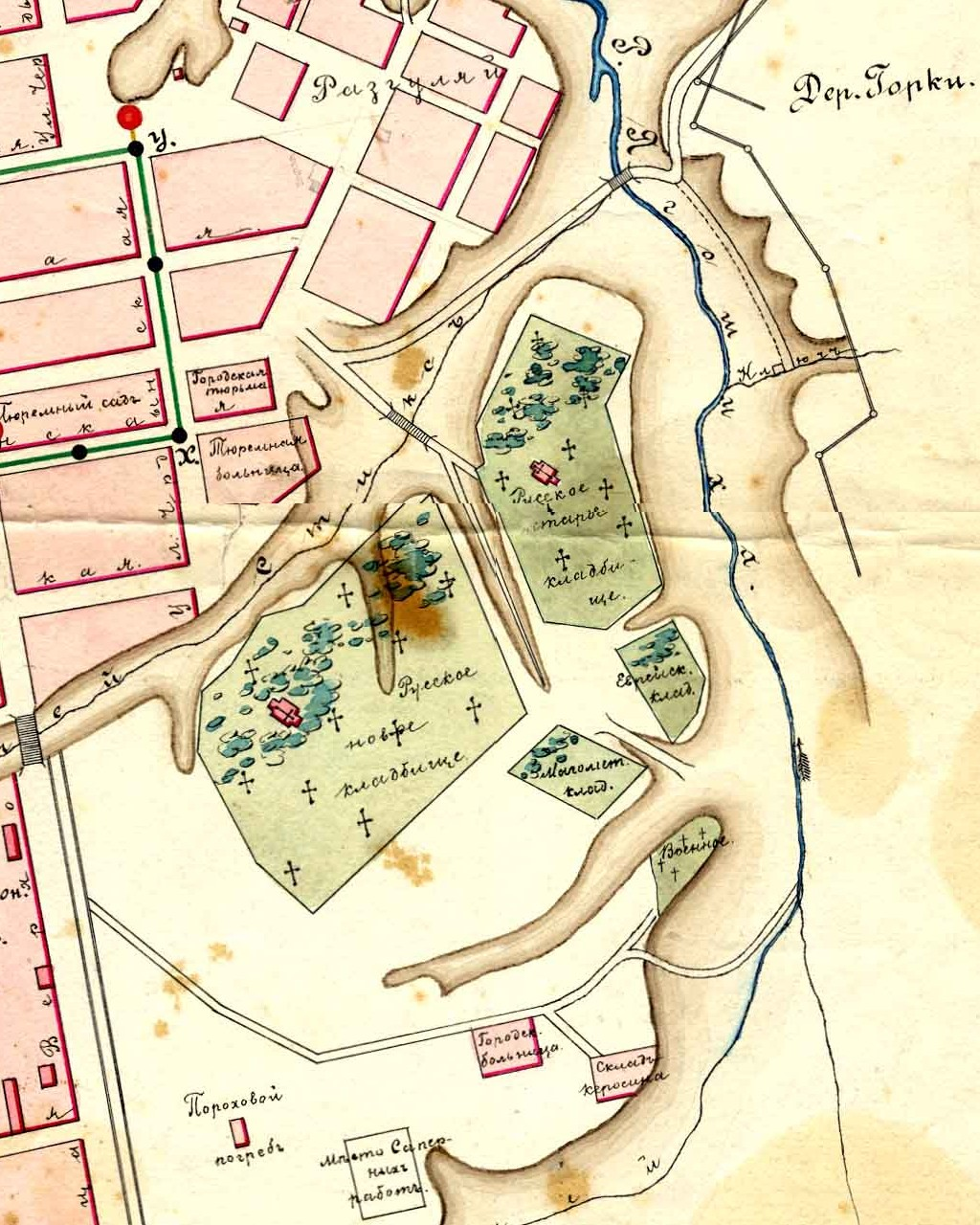
Егошихинское кладбище на плане Перми 1898 года

Впоследствии было построено ещё две церкви:
- Храм Всех Святых («Новокладбищенская церковь», архитектор И. И. Свиязев, 1832 год);
- Церковь Успения Божьей матери («Старокладбищенская», архитектор А. И. Ожегов, 1905 год).

Пермский историк Никита Саввич Попов, автор книги «Хозяйственное описание Пермской губернии…» (Пермь, 1804 г; Санкт-Петербург, 1813 г.), так описывал кладбище:

Сие кладбище находится на мысу, составляемом речкою Егошихою, буераком (по коему протекает в нём ручей), составляющим южно-восточные города пределы, и другим меньшим с ним соединяющимся, по коему проложена дорога…
…
В сей-то редкой теперь еловой роще погребаются усопшие. Некоторые отличаются воздвигнутыми над ними каменными мавзолеями, также чугунными, с вылитыми на них надписями, и мраморными надгробиями…

Речка, отделяющая кладбище от города (на плане Перми 1784 года обозначена как «проток Ключевой»), получила официальное название Стикс по названию реки Стикс из древнегреческой мифологии, через которую перевозчик Харон переправлял души умерших в Аид.

## Структура кладбища
На Егошихинском кладбище захоронены люди разных народов и вероисповеданий. Согласно постановлению Пермского областного совета народных депутатов № 683 от 20 мая 1993 года о взятии кладбища под охрану, оно подразделяется на следующие территории (по вероисповеданию похороненных):
- старое православное кладбище, включая лютеранский (немецкий) участок — 1,6 га;
- новое православное кладбище — 6 га.
- мусульманское кладбище — 1,2 га.
- иудейское кладбище — 0,6 га.
- католическое кладбище — 0,1 га.

### Старое православное кладбище

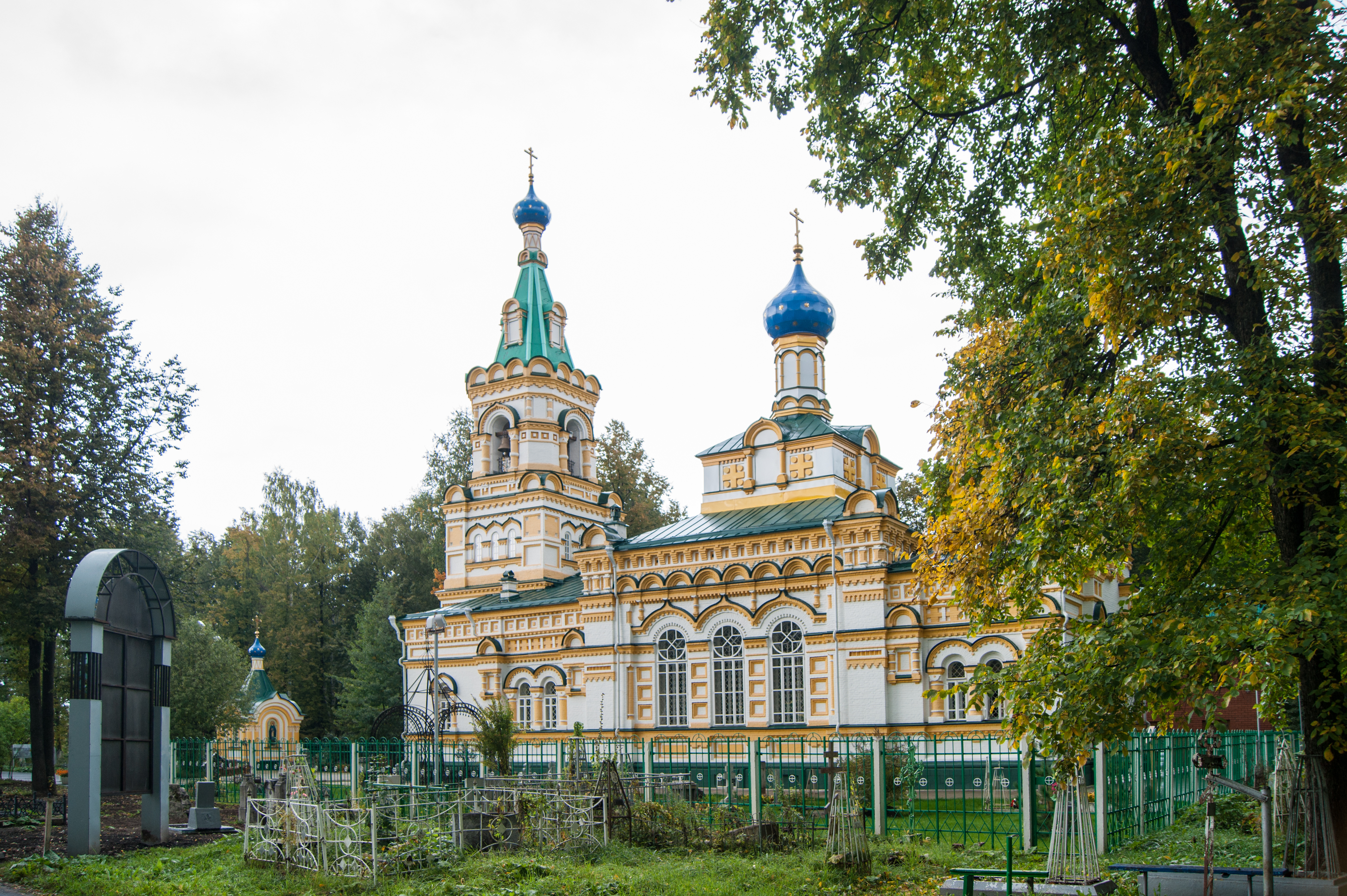
Церковь Успения Божией матери

«Старое кладбище» — это самая старая часть кладбища. Здесь 10 декабря 1784 года была освящена первая деревянная церковь. На её постройку было затрачено 1452 рубля 12 копеек, собранных из пожертвований, например, «от шартаских жителей — 500 руб., Кыштымского завода медной монетой 60 рублей, от заводчиков — 95 руб., в Красноуфимском заводе собрано 67 руб. 11 коп.».
Существующая сейчас церковь Успения Божьей матери («Старокладбищенская») была построена в 1905 году по проекту архитектора А. И. Ожегова. В начале 1990-х годов здание было возвращено Церкви, и под руководством отца Иоанна началось его восстановление.

### Новое православное кладбище

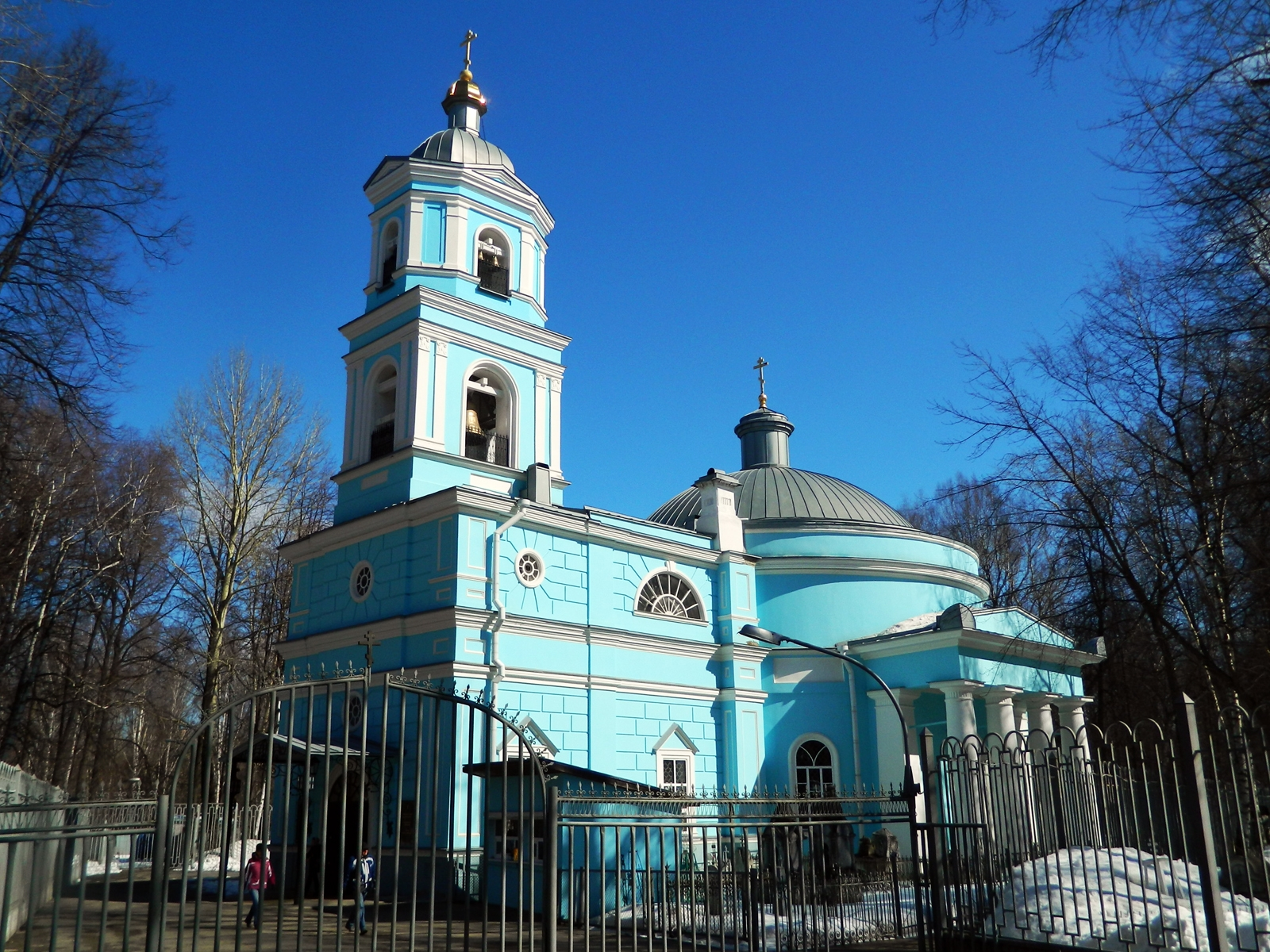
Церковь Всех Святых

На «новом кладбище» расположена церковь Всех Святых («Всесвятская» или «Новокладбищенская»), построенная по проекту архитектора И. И. Свиязева в 1832 году. Во время Великой Отечественной войны её прихожане получили благодарность от Верховного главнокомандующего И. В. Сталина за то, что собрали значительные суммы пожертвований и перечислили их на нужды фронта.

### Лютеранское кладбище
Лютеранское (немецкое) кладбище («Фридхоф» от нем. Friedhof — кладбище) — начиная с первых десятилетий существования города, здесь похоронены жители Перми немецкого происхождения: чиновники, врачи, служащие заводов. Большинство надгробных плит лежат на каменных подиумах. На многих могилах есть эпитафии на немецком языке.
Среди похороненных здесь:
- Виктор Теодор Ротхаст (1820—1885) — пастор.
- Владимир Иванович фон Галлер (умер в 1846 году) — председатель Пермской палаты уголовного суда, статский советник.
- Бурмейстер, Адольф Христофорович (1784—1866) — русский военачальник, генерал-лейтенант.
- Фолькман, Адольф Александрович (1858—1906) — управляющий Пермской казённой палаты.
- Циммерман, Владимир Иванович (1812—1883) — врач, статский советник. Его дочери, Эвелина, Оттилия и Маргарита, по легенде, стали прототипами героев пьесы Антона Павловича Чехова «Три сестры». Старшая из них, Оттилия, также похоронена на Егошихинском кладбище в общей могиле арестантов.

### Католическое кладбище

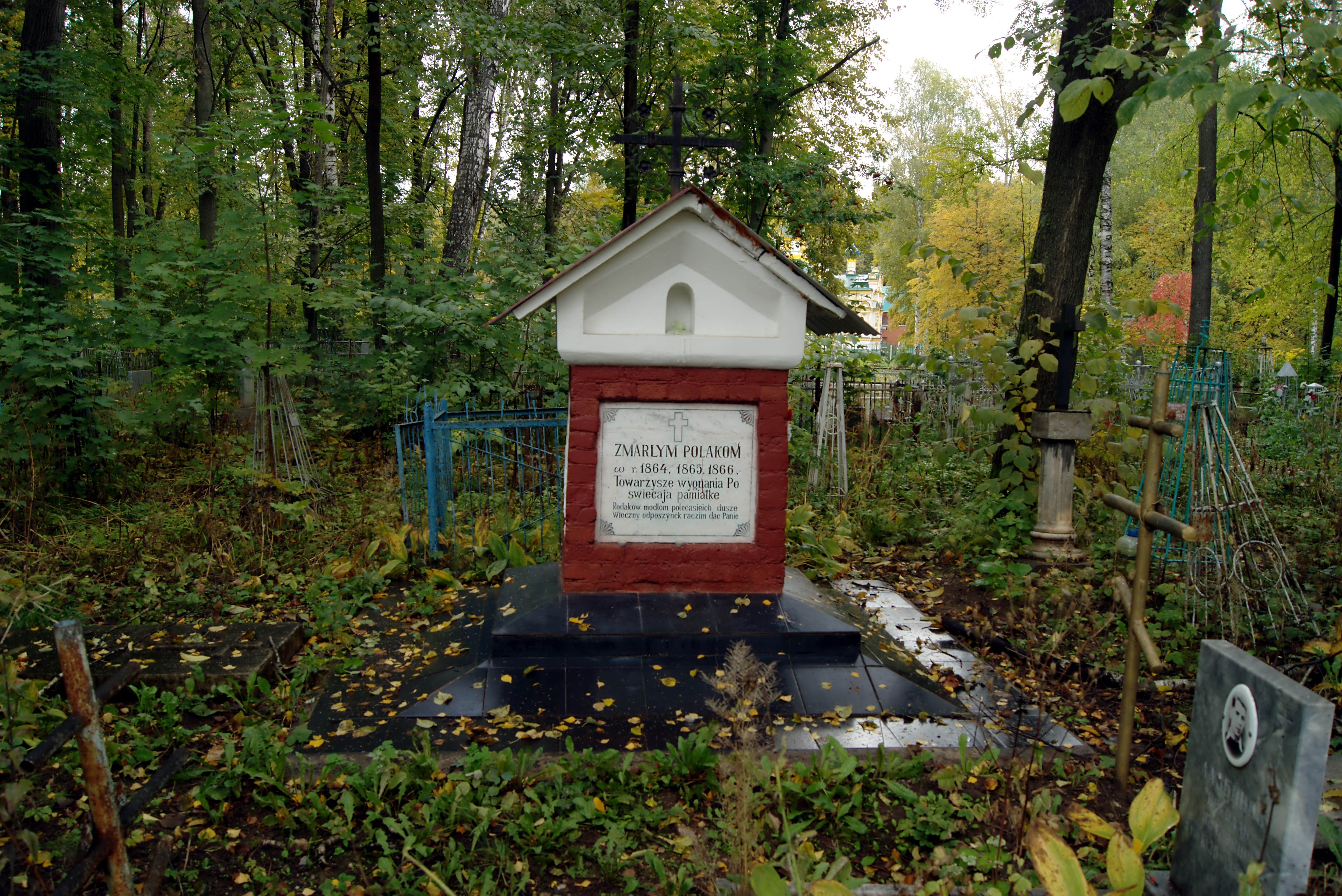
Могила поляков, умерших в ссылке за участие в восстании 1863—1864 гг.

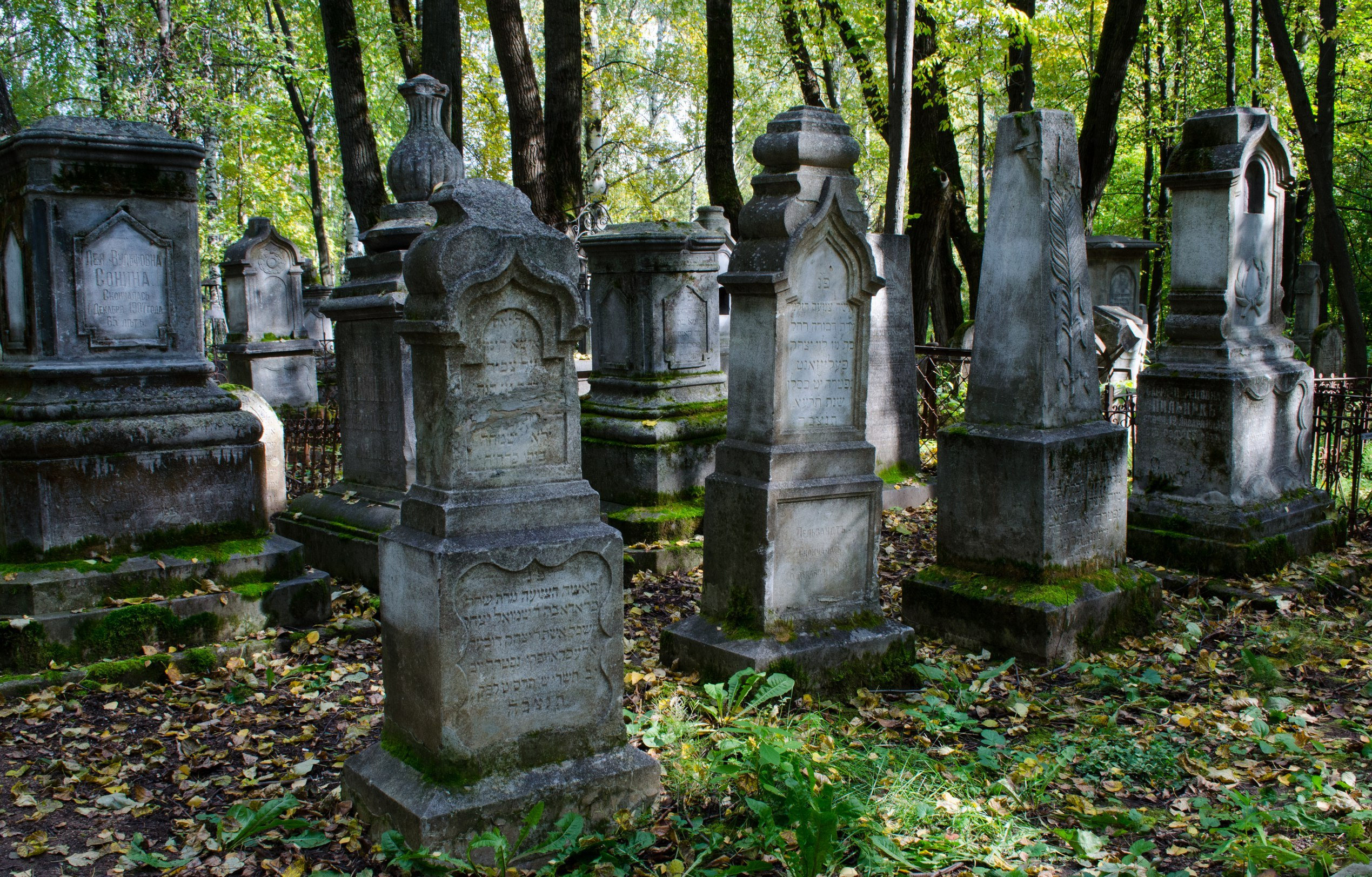
Иудейское кладбище

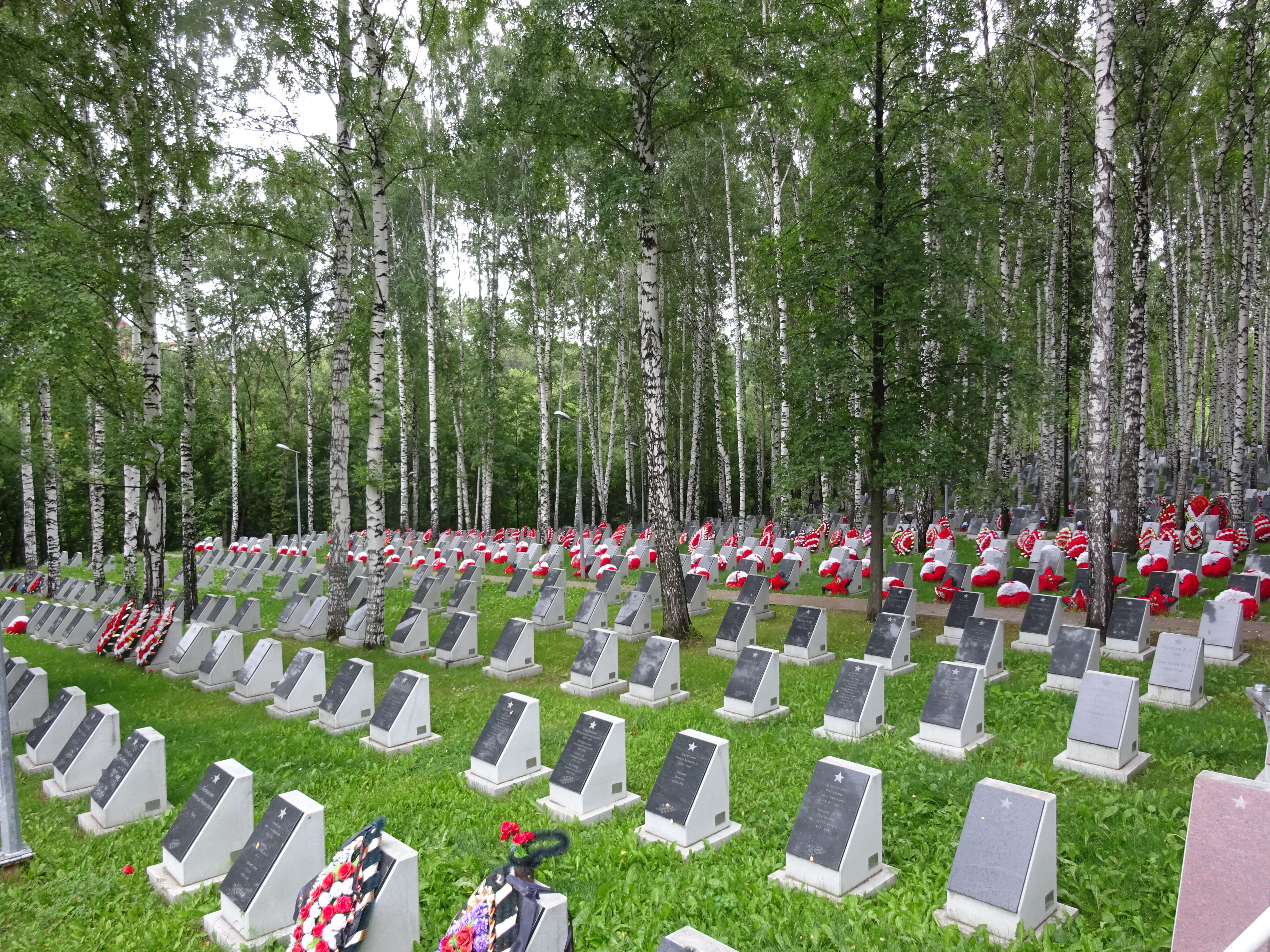
Воинское кладбище

Католическое (польское) кладбище («Цментаж» пол. Cmentarz).
Значительная часть погребённых здесь — участники польских восстаний 1830 и 1863 годов, сосланные на Урал, и их потомки. Среди них есть много исторических лиц, сыгравших важную роль в истории города. Ныне порядок на кладбище поддерживается усилиями настоятеля католического прихода священника Дмитрия Новоселецкого и членов приходской общины.
Среди похороненных здесь:
- Окинчиц, Людвиг Фаддеевич (1835—1909) — губернский врач, член Пермского статистического комитета, отец выдающегося советского акушера-гинеколога, профессора Окинчица Людвига Людвиговича.
- Пиотровский, Юзеф Юлианович (1840—1923) — просветитель, владелец первого в Перми книжного магазина.
- Ходаковский, Степан Александрович (1947—1909) — губернский механик, инженер-технолог.
- Шеткевич Казимир Яковлевич (1827—1896) — действительный статский советник, гласный уездного Земского собрания, председатель Пермской Дворянской опеки, награждён орденом св. Анны 3 ст. и темно-бронзовою медалью на Андреевской ленте, синдик католической общины.
- Шостаковский, Юлиан Антоний (1840—1871) — доктор теологии, священник, первый настоятель пермского католического прихода в 1864—1871 годах.

### Мусульманское кладбище
Мусульманское (татарское) кладбище («Зирэт») занимает значительное пространство в районе нового кладбища, недалеко от Егошихи.
Среди захороненных здесь — полковник Зиновий (Зинатулла) Генатулаевич Исхаков, Герой Советского Союза. Во время Великой Отечественной войны он командовал гвардейским воздушно-десантным полком.

### Иудейское кладбище
Иудейское (еврейское) кладбище («бейт кворот») возникло в 1840-е годы, когда в Перми появилась иудейская община. Здесь много высоких и массивных надгробий, сосредоточенных на небольшой площади.

### Воинское кладбище
На Воинском кладбище периода 1941—1945 годов захоронены участники Великой Отечественной войны, умершие в пермских госпиталях. Здесь установлен памятник «Скорбящая мать» (скульптор Ю. Екубенко).

## Другие известные люди, похороненные на Егошихинском кладбище

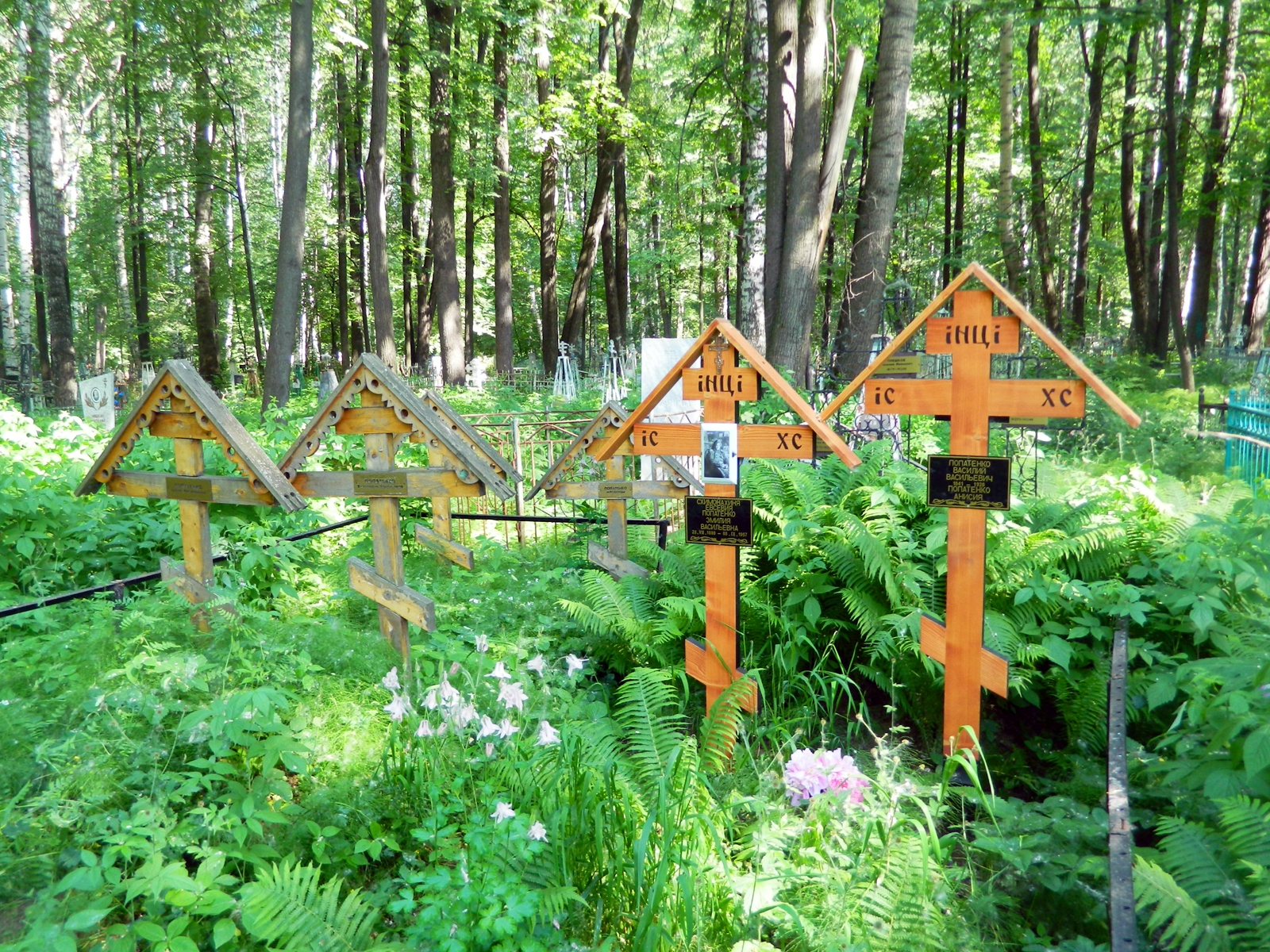
Могила В. В. Попатенко

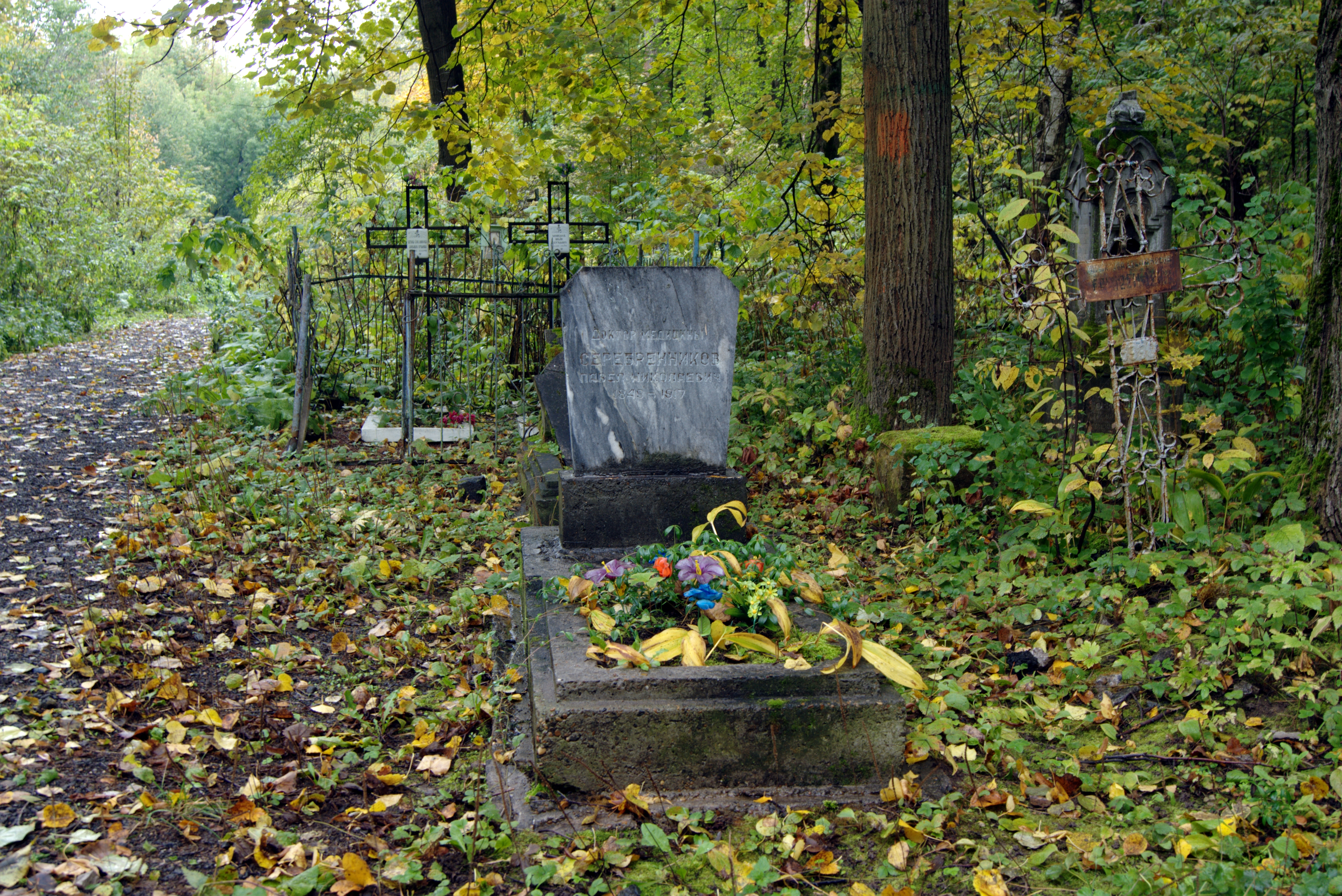
Могила П. Н. Серебрянникова

Могила П. И. Субботина-Пермяка

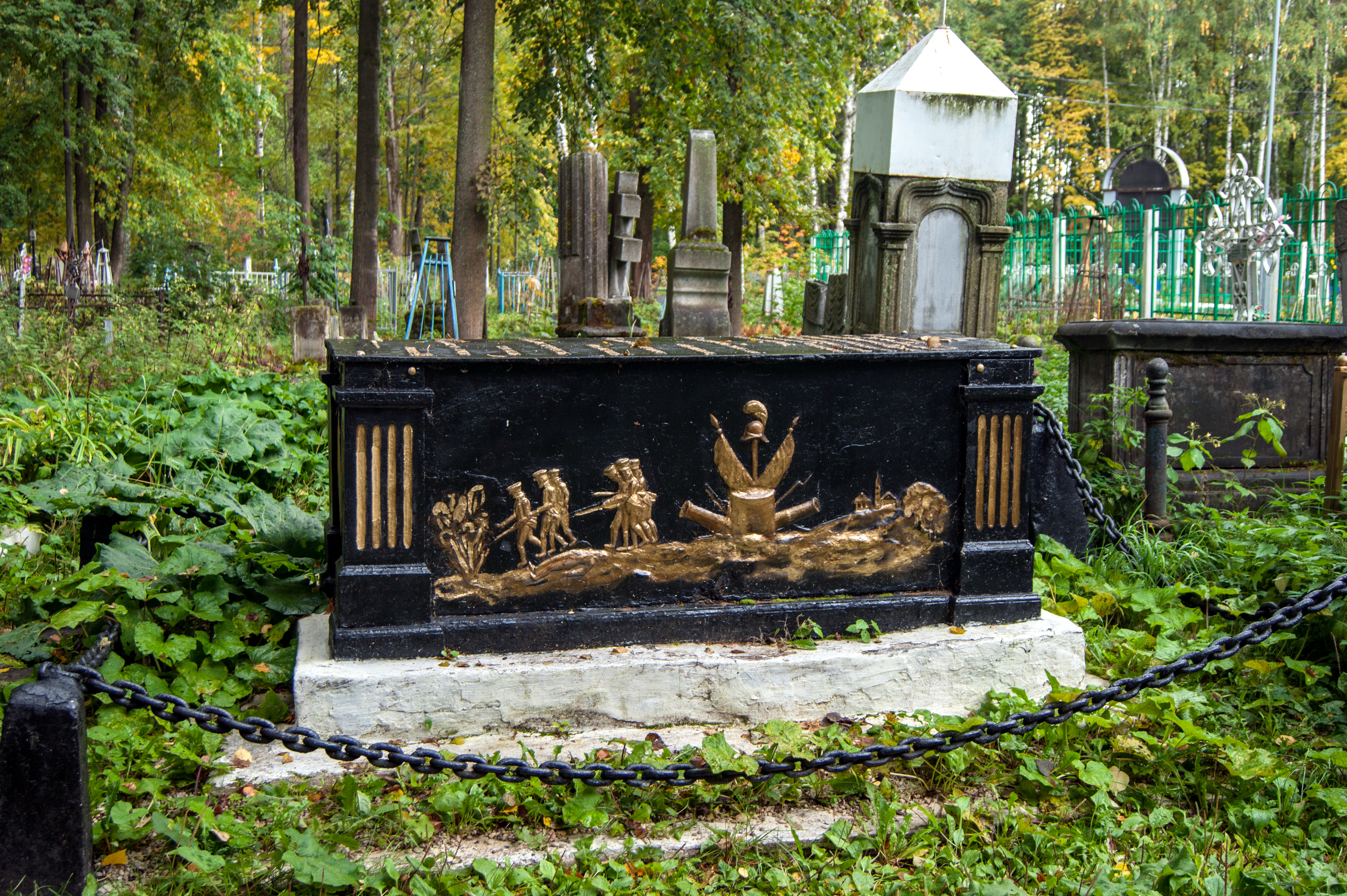
Могила Н. А. Теплова

- Будрин, Василий Алексеевич (1833—1911) — протоиерей, духовник Пермской Духовной семинарии, общественный деятель Перми, отец российского ученого Будрина Петра Васильевича.
- Варгин, Владимир Николаевич (1866—1936) — известный агроном, Герой труда РСФСР.
- Верещагин П. П. (ск. 1843) — иконописец, основатель династии художников
- Верхоланцев, Владимир Степанович (1879—1947) — педагог и краевед, автор ряда книг по истории Перми.
- Викберг, Борис Акселевич (1886—1938) — учёный-математик, основатель каф. математики и механики, декан физмата, проректор по заочному обучению Пермского университета.
- Вологдин, Иван Васильевич (1842—1895) — краевед и земский деятель.
- Городцов, Александр Дмитриевич (1857—1918) — оперный певец и общественный деятель, сделавший значительный вклад в организацию народных хоров в Пермской губернии.
- Анато́лий Д’Актиль (1890—1942) — русский и советский поэт-песенник, драматург, юморист и переводчик.
- Дмитриев, Александр Алексеевич (1854—1902) — историк и краевед, автор восьмитомного труда «Пермская старина».
- Друкарь, Александр Петрович (1878—1952) — депутат Государственной думы II созыва от русского населения Ферганской области.
- Зубарев, Борис Иннокентьевич (1875—1952) — доктор физико-математических наук, профессор, сотрудник изобретателя радио А. С. Попова.
- Ильин, Сергей Андреевич (1868—1914) — поэт и журналист.
- Исхаков, Зиновий Генатулаевич (1908—1958) — полковник, Герой Советского Союза.
- Карвовский, Рудольф Иосифович (1830—1896) — известный пермский архитектор.
- Коновалов, Николай Александрович (1884—1942) — профессор, руководитель первого психологического кабинета педагогического факультета Пермского университета.
- Кривощёков, Иван Яковлевич (1854—1916) — краевед, археолог, действительный член Императорского Русского географического общества.
- Кронеберг, Павел Александрович (4 марта 1889 — 14 декабря 1934) — военный деятель, участник Первой мировой войны, Гражданской войны. Командир-комиссар 82-й Пермской территориальной стрелковой дивизии.
- Крюгер, Николай Александрович (1889—1958) — ботаник и эколог. Вместе с А. Г. Генкелем и М. М. Даниловой составил карту растительности Пермской области.
- Лапин, Василий Герасимович (1731—1793) — купец 2-й гильдии, городской голова Перми (1784—1790).
- Лукоянов, Фёдор Николаевич (1894—1947) — советский партийный деятель, первый редактор газеты «Звезда», чекист.
- Окулов С. А. (1884—1934) — участник Гражданской войны.
- Панаев, Фёдор Николаевич (1856—1933) — климатолог и педагог, один из основателей Пермского зоосада.
- Парин В. Н. (1877—1947) — профессор, заслуженный деятель науки РСФСР, основатель школы хирургов на Урале. Многолетний председатель Пермского научного общества, основатель, редактор первого в Перми медицинского журнала. В годы войны — главный хирург эвакогоспиталей Пермской (Молотовской) области.
- Пичугин П. И. (1876—1954) — профессор, создатель первой на Урале детской клиники, участвовал в русско-японской войне ординатором госпиталя в Харбине.
- Попатенко, Василий Васильевич (1841—1920) — пермский архитектор.
- Попов, Евгений Алексеевич (1824—1888) — протоиерей, историк епархии и края.
- Попов, Михаил Абрамович (1753—1811) — купец 2-й гильдии, первый городской голова Перми (1781—1784, 1793—1796).
- Попов, Пётр Абрамович (1755—1807) — купец 1-й гильдии, городской голова (1790—1793, 1805—1807).
- Рогов, Николай Абрамович (1825—1905) — лесовод и лингвист, составитель «Пермяцко-русского и русско-пермяцкого словаря»;
- Рославлев, Николай Николаевич (1907—1952) — режиссёр Пермского драматического театра
- Сафронов, Сергей Иванович (1930 — 1 мая 1960) — лётчик-истребитель, участвовал в операции по перехвату американского самолёта-шпиона У-2.
- Свитальская, Маргарита Фёдоровна (1919—1961) — актриса Пермского драматического театра, заслуженная артистка РСФСР.
- Серебренников, Павел Николаевич (1849—1917) — доктор медицины, один из основателей Пермского краеведческого музея.
- Серебренникова, Евгения Павловна (1854—1897) — одна из первых в России женщин-врачей, окулист.
- Сигов, Пётр Ерофеевич (1843—1899) — купец 2-й гильдии, городской голова Перми (1885—1890).
- Смышляев, Дмитрий Емельянович (1790—1857) — купец, меценат, городской голова в 1823—1826.
- Смышляев, Дмитрий Дмитриевич (1828—1893) — историк-краевед.
- Субботин-Пермяк, Пётр Иванович (1886—1922) — художник-авангардист.
- Сюзев, Павел Васильевич (1867—1928) — известный ботаник, профессор Пермского университета.
- Теплов, Николай Афанасьевич (1776—1813) — герой Бородинского сражения, командир Ширванского полка.
- Турчевич, Александр Бонавентурович (1855—1909) — известный архитектор.
- Чирвинский, Петр Николаевич (1880—1955) — доктор геолого-минералогических наук, профессор, крупный российский геолог
- Шишонко, Василий Никифорович (1831—1889) — медик, педагог и краевед, автор «Пермской летописи».
- Шмидт, Виктор Карлович (1865—1932) — известный зоолог, ректор Пермского университета в 1923—1931 гг.
- Шуйский, Михаил Григорьевич (1883—1953) — российский и советский оперный певец (драматический баритон), камерный певец и педагог. Заслуженный артист РСФСР, кавалер Трудового Красного Знамени.